# K.G. Kuntanahalli, Dod Ballapur
K.G. Kuntanahalli là một làng thuộc tehsil Dod Ballapur, huyện Bangalore Rural, bang Karnataka, Ấn Độ.